# Sem (Bible)
Pour les articles homonymes, voir Sem.
שם
Sem (en hébreu moderne : שם, Shem ou Sêm ; arabe : سام, Sām ; signifiant « nom, renommée, prospérité ») est un personnage de la Genèse, le premier livre de la Bible. Il est un des trois fils de Noé, et le frère de Cham et Japhet.
Après le déluge, Noé et ses fils sont chargés de « fructifier, de se multiplier et de remplir la terre ». Selon la Genèse (10) et la tradition chrétienne, en suivant la volonté de Dieu, Noé confie à chacun de ses fils l'une des trois parties du monde connu à l'époque, avec la Table des peuples Sem hérite ainsi de l’Asie.

## Présentation
Neuf générations le séparent de son ancêtre Seth, le fils d'Adam et Eve. Ses fils sont Elam, Ashshur, Arpakshad, Lud (en) et Aram (en), certains disent qu'il eût également des filles. Il vécut 600 ans. Il est l'ancêtre d’Eber, lui-même ancêtre d'Abraham.

## Sem dans la malédiction de Canaan
Sem joue un rôle primordial dans la malédiction de Canaan, fils de Cham. Après le Déluge, Noé cultive la vigne. Un jour, il s'enivre et se dénude sous sa tente. Cham « voit la nudité de son père » et le rapporte à ses frères Sem et Japhet. Ces derniers couvrent leur père sans le regarder. Le lendemain, Noé demande à Dieu de maudire Canaan, fils de Cham, en le condamnant à servir Sem et Japhet.

## Arbre généalogique
La descendance de Sem se trouve dans le Livre de la Genèse, et dans le Premier Livre des Chroniques.
- Sem, fils de Noé
  - Elam, fils de Sem
  - Ashshur, fils de Sem
  - Arpakshad, fils de Sem
    - Shélah, fils d'Arpakshad
      - Eber, fils de Shélah
        - Péleg, fils d'Eber
          - Réou, fils de péleg
            - Seroug, fils de Réou
              - Nahor, fils de Seroug
                - Terah, fils de Nahor
                  - Abraham, fils de Terah
                    - Ismaël, fils d'Abraham
                    - Isaac, fils d'Abraham
                      - Jacob, fils d'Isaac
                        - douze tribus d'Israël

                      - Esau fils d'Isaac

                  - Nahor, fils de Terah, marié à sa nièce Milka fille de Haran
                  - Haran, fils de Terah
                    - Milka, fille de Haran, marié avec Nahor

                  - Sarah, fille de Terah

        - Yoktan, fils d'Eber
          - Almodad (en), fils de Yoktan
          - Sheleph (en), fils de Yoktan
          - Hazarmaveth (en), fils de Yoktan, a peut-être donné son nom à la région d'Hadramaout
          - Yerah, fils de Yoktan
          - Hadoram (en), fils de Yoktan
          - Uzal (en), fils de Yoktan
          - Diqla, fils de Yoktan
          - Obal, fils de Yoktan
          - Abimael, fils de Yoktan
          - Sheba, fils de Yoktan
          - Ophir, fils de Yoktan
          - Havila, fils de Yoktan
          - Yobab, fils de Yoktan

  - Lud (en), fils de Sem
  - Aram (en), fils de Sem
    - Uz (en), fils d'Aram (en), a peut-être donné son nom au pays de Hus lieu de résidence de Job
    - Hul (en), fils d'Aram (en)
    - Gether (en), fils d'Aram (en)
    - Mash (en), fils d'Aram (en)

## Linguistique
Par référence au patronyme Sem, différentes langues afro-asiatiques sont regroupées au sein de la famille des langues sémitiques. Selon la Table des peuples, lors du moyen-âge médiéval, la tradition affirme que Dieu et Noé ont attribué à chacun des fils de Noé l'ensemble du Monde, à l'est de Jérusalem l'Asie connue à l'époque est confiée à Sem, ce territoire correspondant à peu près à celui où se pratiquent les langues dites sémitiques.

## Galerie

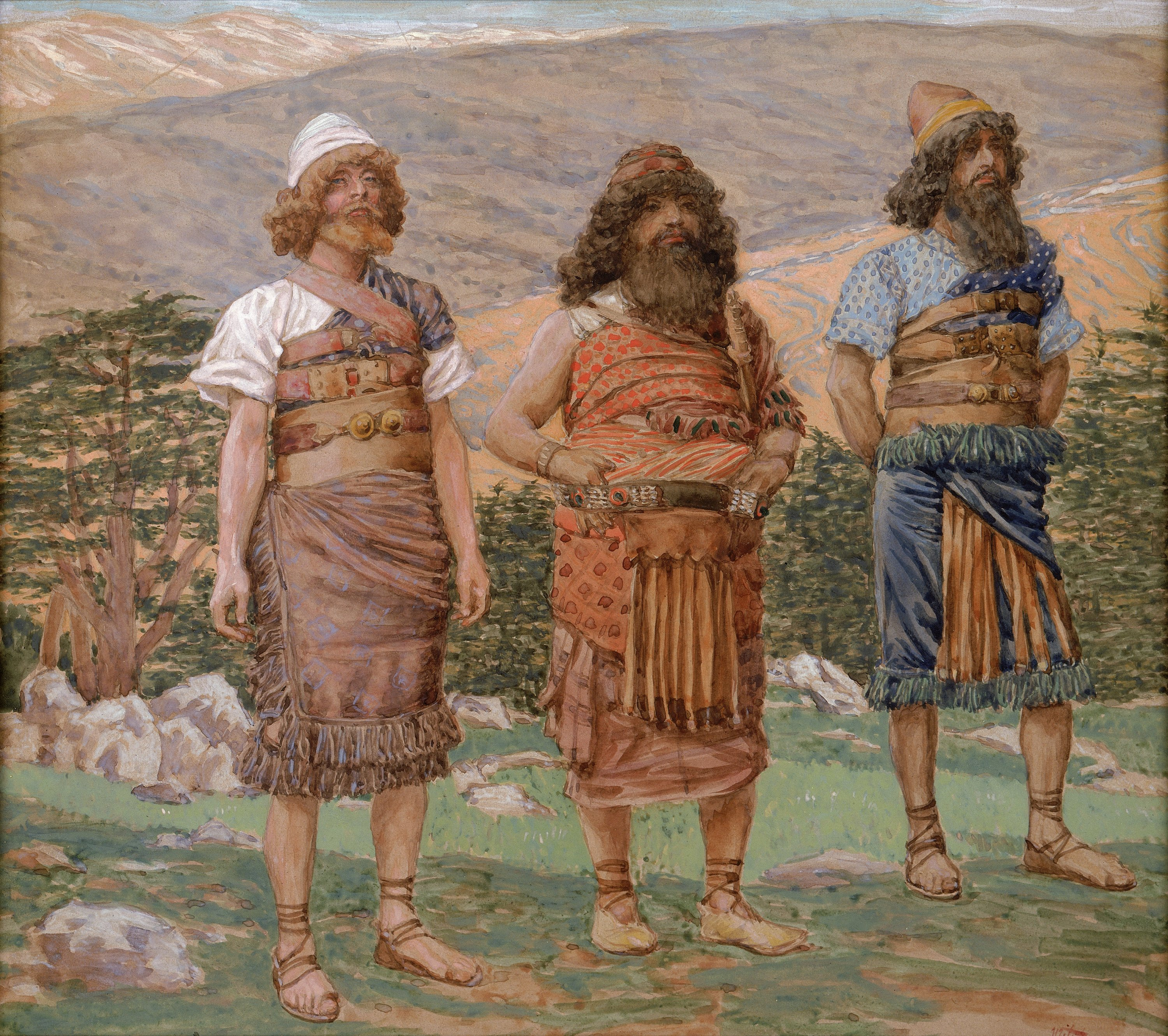
Les frères Sem, Cham et Japhet, représentés par James Tissot (1904).
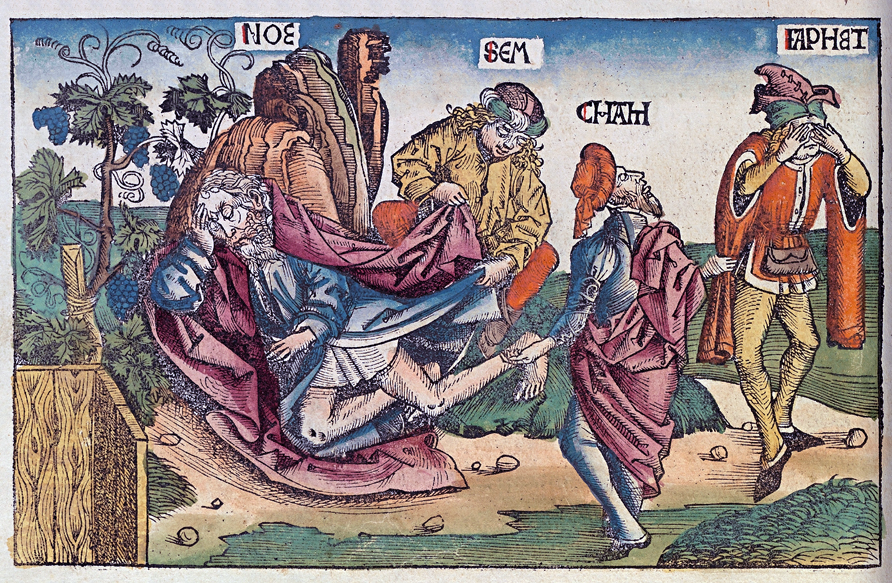
L'ivresse de Noé dans La Chronique de Nuremberg (1493).